# Northampton (Massachusetts)
Northampton – miasto w Stanach Zjednoczonych, w stanie Massachusetts, w hrabstwie Hampshire, siedziba ekskluzywnego Smith College dla kobiet. Halina Poświatowska jest jego absolwentką (1959–1961).

## Religia
- Parafia św. Jana Kantego